# Орхон (аймак)
Орхон — найменший аймак Монголії, утворений у 1994 році з частини міста Ерденет та прилеглого сомону. Розташований на відстані 410 км від Улан-Батора. Площа 840 кв км. Аймак складається з 2 сомонів. На практиці розмежування території Орхонського аймаку та міста Ерденет немає. З трьох сторін оточений Булганським аймаком, зі сходу — з Селенгинським аймаком.

## Клімат
Кліат різкоконтинентальний, зимою температура опускається до −20, літом піднімається до +30 градусів. Щорічна норма опадів 372 мм.

## Адміністративний статус та населення
Губернатом та мером Орхонського аймаку за рішенням уряду Монголії є одна людина. Територія аймаку ділиться на дві частини: міський сомон Баян-Ундер та сільський сомон Джаргалант. Орхонський аймак має найвищу в Монголії щільність населення. Загалом в аймаку проживає 86286 чоловік з них у місті Ерденет 81 тисяча. Віковий розподіл наступний: до 15 років — 32,9 %; від 15 до 59 років — 61,8 %; понад 60 років — 5,3 %. Діти та молодь складають 44 % всього населення.

## Промисловість та сільське господарство
Містоутворюючим підприємством є монгольсько-російське СП «Ерденет», також є килимовий комбінат, підприємство «Ердмін» з виготовлення меду, декілька підприємств пухових та м'ясних виробів.
Врожайність сільськогосподарських культур на території аймаку складає 12 центнерів зерна, 120 ц картоплі та 100 центрнерів овочів.

## Побратимські зв'язки
З 2001 року Орхонський аймак є побратимом міста Усольє-Сибірське (Іркутська область, Росія).